# Pirates of the Caribbean (computerspel)
Pirates of the Caribbean is een computerspel voor de Xbox en Windows, ontwikkeld door Akella in samenwerking met Bethesda Softworks en gepubliceerd door Ubisoft. Een versie voor de PlayStation 2 was gepland, maar werd later toch niet uitgegeven. Een videospel voor mobiele telefoons heeft dezelfde naam, maar heeft geen relatie met dit spel.

## Informatie
Pirates of the Caribbean is een actierollenspel, waarbij de speler kapitein Nathaniel Hawk speelt. Hij moet een serie opdrachten voltooien voor een van de landen die de eilanden van het Caribisch gebied in de 17e eeuw in bezit hadden. De speler kan nieuwe schepen kopen en bemanning werven die hem zullen helpen tijdens de strijd.
Het spel zou eigenlijk de opvolger worden van Sea Dogs, een spel uit 2000. Toen bekend werd dat Disney de film Pirates of the Caribbean: The Curse of the Black Pearl zou uitbrengen, werd het spel hernoemd naar de huidige naam. Daardoor heeft het spel weinig overeenkomsten met de film.

### Verhaal
Het is 1630 wanneer kapitein Nathaniel Hawk wakker wordt. Hawk kan zich niets meer herinneren en krijgt van zijn eerste stuurman Malcolm te horen dat ze in de haven van het fictieve Engelse stadje Oxbay op het eiland Oxbay zijn. Hier krijgt hij te horen dat ze schade hebben geleden van de storm de nacht daarvoor. Nathaniel gaat samen met Malcolm aan land, waar hij goederen verkoopt, zijn schip, de Victory, laat repareren en nieuwe bemanning werft. Wanneer hij dit heeft voltooid, geeft Malcolm aan dat hij zich te oud voelt voor nog meer avonturen en hij gaat met pensioen. Wanneer Hawk het stadje uit vaart richting de Caribische Zee komt er een Franse vloot. Deze neemt Oxbay over, maar Hawk weet weg te komen.
Nathaniel zeilt zo snel als het schip kan richting Redmond, de thuisplaats van de Engelse gouverneur in de Caraïben. Hier vertelt hij het verschrikkelijke nieuws. De gouverneur heeft echter niet genoeg schepen en hij wil dat Nathaniel Oxbay infiltreert. Nathaniel wil dit niet. Hij stemt later toch in, omdat hij anders zijn schip kwijt is. Wanneer Nathaniel terugkeert in Oxbay, raakt hij aan de ingang van Oxbay in conflict met twee Franse poortwachters. Hij overleefd dit echter en komt zo Oxbay binnen. Hij bezoekt de herberg en praat hier met de eigenaar, die hem weet te vertellen wat de Fransen zoal allemaal van plan zijn. Hawk komt erachter dat de Fransen van plan zijn om ook Redmond aan te vallen, alleen hebben ze daarvoor meer munitie nodig. Hawk leert dat er een schip vol met bemanning en munitie klaar staat in Falaise de Fleur, het eveneens fictieve eiland en thuishaven van de Fransen. 